# Alien 2 - Sulla Terra
Alien 2 - Sulla Terra, és una pel·lícula de ciència-ficció de terror italiana del 1980, escrita i dirigida per Ciro Ippolito abans que la marca registrada Alien fos registrada. Es va estrenar després de l'èxit de la pel·lícula de 1979 Alien com una seqüela no oficial, encara que no tenia cap connexió amb la pel·lícula.
La pel·lícula compta amb una banda sonora de Guido De Angelis i Maurizio De Angelis, interpretada pels compositors sota el pseudònim Oliver Onions. La pel·lícula la protagonitzava un jove Michele Soavi, anys abans que es convertís en un director de cinema de terror italià, i un cameo de Ciro Ippolito (en el paper de "Joe"). Va ser filmat a Califòrnia, als estudis Cinecittà de Roma i a les Castellana Caves.

## Argument
Mentre el món espera el retorn d'una tripulació d'astronautes d'una missió a l'espai profund, una jove anomenada Thelma Joyce apareix en un programa de converses de televisió per parlar sobre les coves. Poc després de començar la seva entrevista, Thelma té una visió psíquica horrible. Després que la nau espacial torna a la Terra perdent els seus ocupants, una noia en una platja descobreix una roca estranya, blava i pulsant. La seva mare aviat la troba amb la cara arrancada.
La Thelma i el seu marit Roy es troben amb els seus amics per fer un viatge per explorar una cova. El grup s'atura a una cafeteria a la carretera per comprar menjar i posar-se el seu equip d'espeleologia. L'amic de la Thelma, Burt, descobreix una roca blava que decideix guardar a la seva motxilla.
El grup arriba a la cova, i ràpidament fa ràpel fins al fons per acampar per a la nit. Abans d'adormir-se, la Thelma li diu a Roy que sent que alguna cosa horrible està a punt de passar, però Roy la calma.
L'endemà, l'amiga de la Thelma, la Jill, descobreix que la roca blava que va trobar Burt sembla palpitant. La roca s'obre i una criatura li ataca la cara. La Thelma és testimoni de l'atac i s'espanta. Roy la calma, després decideix anar a buscar el cos de la Jill.
Roy baixa a un forat i troba la Jill, viva i amb la cara intacta. La resta del grup també fa ràpel pel forat i lliguen a Jill a un aixecador perquè pugui ser extreta del forat. La Jill es deixa de banda, per ella mateixa, encara inconscient. Mentre el grup es prepara per sortir del forat, una criatura surt de la cara de la Jill i ataca el coll d'en Ron. En Ron és arrossegat cap per avall mentre la criatura li talla el coll repetidament fins que li cau el cap.
El grup es retira tot i que inicialment es veuen obligats a tornar per recuperar el seu equip. El grup es divideix en equips per buscar una sortida, però sense èxit. Durant la recerca, Thelma reflexiona sobre què està passant i es pregunta si la desaparició dels astronautes està relacionada. La Maurine ensopega amb el que sembla una paret viva, que l'arrossega cap a dins i, posteriorment, la mata a ella i en Burt que intenta salvar-la. En Roy es fa mal al turmell i es veu obligat a seure i descansar. Cliff opta per anar a localitzar Burt i Maurine mentre els altres descansen. La Thelma avisa telepàticament Cliff d'un alienígena proper després que la seva ràdio mori, tot i que Cliff és assassinat per l'alienígena. La Thelma i els altres troben Cliff, que en realitat és un alienígena disfressat. Thelma utilitza les seves habilitats per explotar el cap de l'impostor revelant l'alienígena. L'alienígena ataca l'altre membre del grup mentre la Thelma i el Roy escapen de les coves. En el camí de tornada a la ciutat, descobreixen un cotxe de policia, però no hi ha cap agent de policia a la vista. Tornen a parar a la cafeteria de la carretera, però no hi ha ningú. En Roy intenta demanar ajuda amb un telèfon públic, però no hi ha cap operador disponible. Tornen al cotxe i continuen conduint cap a la ciutat.
Thelma i Roy finalment tornen a la ciutat, però estranyament no troben ningú. S'aturen a la pista de bitlles que es va veure abans a la pel·lícula, només per trobar que també està buida. Roy va al darrere, només per ser assassinat per un alienígena que hi espera. L'extraterrestre persegueix la Thelma per la pista de bitlles, fins que ella esquiva un atac i escapa. Thelma corre pels carrers buits de la ciutat, demanant ajuda però sense resposta. Finalment, deixa de cridar i s'asseu en una intersecció. De sobte, un text apareix a la pantalla, advertint al públic "Pot ser el següent!", la qual cosa implica que els extraterrestres s'han apoderat de la Terra.

## Repartiment
- Belinda Mayne com a Thelma Joyce
- Mark Bodin com a Roy
- Benedetta Fantoli com a Maurine
- Michele Soavi com a Burt
- Roberto Barresse com Cliff
- Valeria Perilli com a Jill
- Donald Hodson com el Sr. Raymond
- Ciro Ippolito com a Joe

## Estrena
La pel·lícula es va estrenar en cinemes a Itàlia l'11 d'abril de 1980 com Alien 2: Sulla Terra i a Alemanya Occidental el 19 de març de 1982 com Alien, die Saat des Grauens kehrt zurück ("Alien, la llavor del terror torna").
La versió doblada a l'anglès va ser estrenada a les sales de manera limitada per Cinema Shares International Distribution (que distribuïa pel·lícules com Creature from Black Lake, Godzilla contra Cibergodzilla i Los nuevos extraterrestres).
El març de 2011, Midnight Legacy va tornar a llançar la versió doblada a l'anglès de la pel·lícula en DVD i Blu-ray als Estats Units amb el seu títol original, Alien 2: On Earth, en una premsa de 30.000 còpies. La reedició inclou imatges i àudio totalment remasteritzats, tot i que durant el procés, es va observar que faltava part de l'àudio i s'havia de barrejar des de diverses fonts. Es creia que aquesta versió de la pel·lícula era més llarga que qualsevol altra versió, però una versió anterior de la televisió italiana contenia escenes addicionals no presents a la versió Midnight Legacy. El llançament de Midnight Legacy conté sortides d'efectes especials i un tràiler holandès.

## Recepció crítica
Adam Tyner de DVD Talk va escriure: "James Cameron va resumir una vegada el seu seguiment a Alien com 'quaranta milles de mal camí. Alien 2, mentrestant, és 84 minuts de dolent, punt'".
Daryl Loomis de DVD Verdict va dir: "Hi ha gent que dirà que Alien 2: On Earth és una estafa flagrant i alguns diran que és una pel·lícula terrible. Tota aquesta gent té raó, però tenint en compte la meva trajectòria, ningú hauria d'estranyar-se que m'encanti".